# 佐土原町東上那珂
佐土原町東上那珂（さどわらちょうひがしかみなか）は、宮崎県宮崎市の地名。佐土原地域自治区に属している。郵便番号は880-0303。

## 地理
宮崎市の北部、旧佐土原町の西部に位置する。
大字広原、大字瓜生野、佐土原町西上那珂、佐土原町上田島、佐土原町下田島、佐土原町下那珂と接する。

## 歴史
- 1889年5月1日 - 町村制施行に伴い、東上那珂村、西上那珂村が合併して北那珂郡那珂村が成立。
- 1896年4月1日 - 北那珂郡が宮崎郡に統合され、宮崎郡那珂村となる。
- 1955年4月1日 - 那珂村が佐土原町と合併して佐土原町となり消滅。
- 2006年1月1日：佐土原町が宮崎市に編入。

## 世帯数と人口
2023年（令和5年）4月1日現在の世帯数と人口は以下の通りである。
| 町丁             | 世帯数   | 人口   |
| ---------------- | -------- | ------ |
| 佐土原町東上那珂 | 1352世帯 | 2957人 |

## 小・中学校の学区
市立小・中学校に通う場合、学区は以下の通りとなる。
| 町名                   | 小学校               | 中学校               |
| ---------------------- | -------------------- | -------------------- |
| 佐土原町東上那珂の一部 | 宮崎市立那珂小学校   | 宮崎市立佐土原中学校 |
| 佐土原町東上那珂の一部 | 宮崎市立佐土原小学校 | 宮崎市立佐土原中学校 |

## 交通

### バス
宮交グループの運営するバスが営業している。

### 道路
- 国道219号（広瀬バイパス）
- 宮崎県道14号佐土原国富線
- 宮崎県道44号宮崎高鍋線
- 宮崎県道325号現王島佐土原線